# Povl Bagge
Povl Bagge, född 30 november 1902, död 7 december 1991, var en dansk historiker.
Bagge var professor i historia vid Köpenhamns universitet och redaktör för Historisk Tidsskrift tillsammans med Astrid Friis under åren 1942–1965. Han var föreståndare för Det kongelige danske Selskab for Fædrelandets Historie 1965-1975. För detta sällskap hade han tillsammans med Povl Engelstoft och Johannes Lomholt-Thomsen utgivit Danske politiske Breve fra 1830erne og 1840erne (4 band, 1945-1958).